# Pallanuoto alla XXIV Universiade
Il torneo di pallanuoto alla XXIV Universiade fu la ventiduesima edizione del torneo alle Universiadi. Il torneo cominciò venerdì 10 agosto 2007 e terminò venerdì 17 agosto.

## Turni preliminari

### Gruppo A
|    | Squadra    | Punti | G | V | P | S | GF | GS | Diff. |
| -- | ---------- | ----- | - | - | - | - | -- | -- | ----- |
| 1. | Montenegro | 6     | 3 | 3 | 0 | 0 | 65 | 17 | +48   |
| 2. | Russia     | 4     | 3 | 2 | 0 | 1 | 39 | 25 | +14   |
| 3. | Australia  | 2     | 3 | 1 | 0 | 2 | 36 | 31 | +5    |
| 4. | Thailandia | 0     | 3 | 0 | 0 | 3 | 16 | 83 | –67   |

### Gruppo B
|    | Team        | Points | G | W | D | L | GF | GA | Diff |
| -- | ----------- | ------ | - | - | - | - | -- | -- | ---- |
| 1. | Serbia      | 6      | 3 | 3 | 0 | 0 | 39 | 15 | +24  |
| 2. | Regno Unito | 4      | 3 | 2 | 0 | 1 | 32 | 28 | +4   |
| 3. | Giappone    | 2      | 3 | 1 | 0 | 2 | 25 | 21 | +4   |
| 4. | Sudafrica   | 0      | 3 | 0 | 0 | 3 | 15 | 47 | –32  |

### Gruppo C
|    | Team     | Points | G | W | D | L | GF | GA | Diff |
| -- | -------- | ------ | - | - | - | - | -- | -- | ---- |
| 1. | Ungheria | 5      | 3 | 2 | 1 | 0 | 46 | 25 | +21  |
| 2. | Francia  | 5      | 3 | 2 | 1 | 0 | 45 | 28 | +17  |
| 3. | Spagna   | 2      | 3 | 1 | 0 | 2 | 35 | 26 | +9   |
| 4. | Cina     | 0      | 3 | 0 | 0 | 3 | 16 | 63 | –47  |

### Gruppo D
|    | Team       | Points | G | W | D | L | GF | GA | Diff |
| -- | ---------- | ------ | - | - | - | - | -- | -- | ---- |
| 1. | Italia     | 4      | 2 | 2 | 0 | 0 | 27 | 9  | +18  |
| 2. | Turchia    | 2      | 2 | 1 | 0 | 1 | 13 | 16 | –3   |
| 3. | Kazakistan | 0      | 2 | 0 | 0 | 2 | 9  | 24 | –15  |

## Secondo turno

### Gruppo E
|     | Team       | Points | G | W | D | L | GF | GA | Diff |
| --- | ---------- | ------ | - | - | - | - | -- | -- | ---- |
| 13. | Cina       | 4      | 2 | 2 | 0 | 0 | 29 | 21 | +8   |
| 14. | Sudafrica  | 2      | 2 | 1 | 0 | 1 | 31 | 20 | +11  |
| 15. | Thailandia | 0      | 2 | 0 | 0 | 2 | 16 | 35 | –19  |

## Play-Off
| Russia    | 4 – 7  | Giappone    |
| Australia | 6 – 5  | Regno Unito |
| Francia   | 16 – 4 | Kazakistan  |
| Spagna    | 14 – 5 | Turchia     |

| Russia      | 9 – 11 | Kazakistan |
| Regno Unito | 6 – 9  | Turchia    |

| Montenegro | 9 – 6  | Francia   |
| Serbia     | 8 – 9  | Spagna    |
| Ungheria   | 11 – 6 | Giappone  |
| Italia     | 19 – 7 | Australia |

| Francia  | 6 – 7  | Serbia    |
| Giappone | 14 – 7 | Australia |

| Montenegro | 11 – 6 | Spagna |
| Ungheria   | 6 – 14 | Italia |

## Finali
- 11º posto

| Russia | 17 – 9 | Regno Unito |

- 9º posto

| Kazakistan | 7 – 10 | Turchia |

- 7º posto

| Francia | 12 – 8 | Australia |

- 5º posto

| Serbia | 15 – 6 | Giappone |

- 3º posto

| Ungheria | 9 – 8 | Spagna |

- 1º posto

| Montenegro | 11 – 8 | Italia |

## Classifica finale
| Pos. | Squadra     |
| ---- | ----------- |
|      | Montenegro  |
|      | Italia      |
|      | Ungheria    |
| 4.   | Spagna      |
| 5.   | Serbia      |
| 6.   | Giappone    |
| 7.   | Francia     |
| 8.   | Australia   |
| 9.   | Turchia     |
| 10.  | Kazakistan  |
| 11.  | Russia      |
| 12.  | Regno Unito |
| 13.  | Cina        |
| 14.  | Sudafrica   |
| 15.  | Thailandia  |

## Campione
| XXIV Universiade Pallanuoto |
| --------------------------- |
| Montenegro Primo titolo     |